# Публичный дом
Публи́чный дом — место для организованного содержателем такого дома занятия проституцией. Также борде́ль (фр. bordel), дом терпи́мости (калька с фр. maison de tolérance), грубое барда́к, устар. блуди́лище, в российских юридических документах прито́н для заня́тия проститу́цией, прито́н развра́та.
Во многих странах, в том числе в России, содержание публичных домов является уголовно наказуемым деянием, что, однако, не означает их отсутствия. В ряде стран (например, в Германии) они имеют официальный статус.
До революции публичные дома в России были разрешены, но их работницы имели особые удостоверения (так называемые «жёлтые билеты» по цвету обложки), несколько ограничивавшие их в правах (например, они обязаны были регулярно являться в полицию, не имели права уклоняться от медицинского освидетельствования и т. д.), но в то же время предоставлявшие и некоторые дополнительные возможности (отменяли ограничения на выбор места постоянного жительства, действовавшие для некоторых других категорий подданных империи, ограничения по присутствию гражданских лиц на театре военных действий, ограничения по закону о бродяжничестве и т. д.). Наличие легальных публичных домов не исключало существование нелегальной проституции, с которой полиция вела борьбу.
Публичные дома известны в истории на протяжении многих веков. В 1862 году при раскопках Помпеи был обнаружен древнеримский лупанарий (от лат. lupa — волчица, прост. сучка в значении блудница). Позже он был превращён в музей в рамках общего музейного комплекса Помпеи. Помпейский лупанарий был вновь открыт для туристов после реставрации летом 2006 года.

## Переносный смысл
Слова бордель и бардак часто используются в значении «беспорядок» (например, «бардачком» в обиходе зачастую называют ящичек в кабине легкового автомобиля, где принято хранить всякие мелочи). Кроме того, все варианты названия используются, если говорят о месте, прославившемся продажностью либо моральным упадком.
Название используется также в рекламных целях.

## Известные бордели
- «Ле Шабане» (Париж, Франция).
- Геркулесовы пещеры близ Танжера (Марокко) — использовались в качестве борделя в начале XX века[2].
- Салон Китти, Берлин, в годы Второй мировой войны использовался нацистами для сбора информации.

## Произведения искусства, в которых затрагивается тема публичных домов

### Музыка

#### Классическая музыка
- «Травиата» (опера Джузеппе Верди)

### Кино
- «Horny House of Horror» (реж. Ю. Цугита)
- «Блеск и нищета куртизанок» (реж. М. Казнев)
- «Воскресение» (реж. М. А. Швейцер)
- «Маккейб и миссис Миллер» (реж. Р. Олтмен)
- «Мулен Руж» (реж. Б. Лурман)
- «Отель „Птичья клетка“» (реж. Ким Ки Дук)
- «Паприка» (реж. Т. Брасс)
- «Плохой парень» (реж. Ким Ки Дук)
- «Прелестное дитя» (реж. Луи Маль)
- «Преступление и наказание (фильм)» (несколько экранизаций романа Ф. М. Достоевского)
- «Район красных фонарей» (реж. К. Мидзогути)
- «Яма» (реж. С. Н. Ильинская)
- «Лола (фильм, 1981)» (реж. Райнер Вернер Фасбиндер)
- «Запрещённый приём» (реж. Зак Снайдер)